# Voetbalkampioenschap van Rijnhessen-Saar
Het voetbalkampioenschap van Rijnhessen-Saar was een van de regionale voetbalcompetities van de Zuid-Duitse voetbalbond, die bestond van 1919 tot 1927. In 1921 werden de Hessische en Saarcompetities ondergebracht in het kampioenschap van Rijnhessen-Saar. De eerste twee seizoenen werden de reeksen wel nog apart gespeeld en speelden beide winnaars tegen elkaar om de algemene titel. Vanaf 1923 werden beide reeksen samengevoegd. In 1927 werd door de bond besloten om de competities terug te splitsten.

## Geschiedenis
Voor het einde van de Eerste Wereldoorlog speelden de clubs in de  Nordkreisliga. Al speelden slechts enkele clubs daar op het hoogste niveau. Na de oorlog richtte de voetbalbond nieuwe competities op waaronder de Kreisliga Hessen en Kreisliga Saar. Deze competities bestonden apart van elkaar en de kampioenen plaatsten zich voor de Zuid-Duitse eindronde. 
Vanaf 1921 werden de twee competities ondergebracht in de Bezirksliga Rheinhessen-Saar, al bleven de competities nog twee jaar langs elkaar bestaan, wel werd er voor de algemene titel gestreden. Van 1923 tot 1927 was er slechts één reeks en speelden alle clubs dus samen. In 1927 werden de competities opnieuw gesplitst. In tegenstelling tot in Beieren en Württemberg-Baden waar de competities in dezelfde Bezirksliga bleven werd de competitie van Hessen ondergebracht in de competitie van Main-Hessen en die van Saar in Rijn-Saar competitie.
Borussia Neunkirchen werd in 1922 Zuid-Duits vicekampioen, voor de rest bleek dit een van de zwakste competities van de Zuid-Duitse bond te zijn en behaalden de clubs in de eindronde steevast slechte resultaten. 

## Erelijst
Vetgedrukt clubs die algemeen kampioen van Rijnhessen-Saar werden. 
| Jaar | Kampioen                 | Competitie      |
| ---- | ------------------------ | --------------- |
| 1920 | Germania Wiesbaden       | Hessen          |
| 1920 | SC Saar 05 Saarbrücken   | Saar            |
| 1921 | 1. FSV Mainz 05          | Hessen          |
| 1921 | Borussia VfB Neunkirchen | Saar            |
| 1922 | SV Wiesbaden 1899        | Hessen          |
| 1922 | Borussia VfB Neunkirchen | Saar            |
| 1923 | SV Wiesbaden 1899        | Rijnhessen      |
| 1923 | Borussia VfB Neunkirchen | Saar            |
| 1924 | Borussia VfB Neunkirchen | Rijnhessen-Saar |
| 1925 | SV 1899 Wiesbaden        | Rijnhessen-Saar |
| 1926 | FV 1903 Saarbrücken      | Rijnhessen-Saar |
| 1927 | 1. FSV Mainz 05          | Rijnhessen-Saar |

## Seizoenen eerste klasse
| Club                     | /8 | Seizoenen (1919-1927)           |
| ------------------------ | -- | ------------------------------- |
| FV 03 Saarbrücken        | 8  | 1919-1927                       |
| SV Wiesbaden 1899        | 8  | 1919-1927                       |
| Borussia VfB Neunkirchen | 8  | 1919-1927                       |
| 1. FSV Mainz 05          | 6  | 1919-1923, 1925-1927            |
| 1. FC 1907 Idar          | 6  | 1921-1927                       |
| SC Saar 05 Saarbrücken   | 6  | 1919-1923, 1924-1925, 1926-1927 |
| SV Trier 05              | 6  | 1919-1925                       |
| FV Biebrich 02           | 5  | 1919-1924                       |
| FC Alemannia 05 Worms    | 5  | 1920-1924, 1926-1927            |
| FV Germania Wiesbaden    | 4  | 1919-1923                       |
| FVgg Kastel 06           | 4  | 1919-1923                       |
| TSG 1847 Höchst          | 4  | 1920-1924                       |
| SV 06 Völklingen         | 4  | 1919-1923                       |
| VfR Wormatia 08 Worms    | 3  | 1924-1927                       |
| FC Alemannia Griesheim   | 3  | 1919-1922                       |
| 1. FC 02 Kreuznach       | 3  | 1919-1922                       |
| TV Burbach 1876          | 3  | 1920-1923                       |
| SpVgg 08 Oberstein       | 3  | 1920-1923                       |
| FSV 07 Kreuznach         | 3  | 1920-1923                       |
| SV Eintracht 1906 Trier  | 2  | 1921-1922, 1926-1927            |
| SV 05 Sulzbach           | 2  | 1920-1922                       |
| TSG 1901 Höchst          | 2  | 1924-1926                       |
| FV Wormatia Worms        | 2  | 1920-1922                       |
| FVgg Hassia 1910 Bingen  | 1  | 1926-1927                       |
| FC 01 Höchst             | 1  | 1919-1920                       |
| SpVgg 08 Höchst          | 1  | 1919-1920                       |
| FC Egelsbach             | 1  | 1919-1920                       |
| FV Kaiserslautern        | 1  | 1919-1920                       |
| FC 03 Pirmasens          | 1  | 1919-1920                       |
| SC Pirmasens 05          | 1  | 1919-1920                       |
| SV 1905 Saarbrücken      | 1  | 1921-1922                       |
| VfR 08 Worms             | 1  | 1921-1922                       |
| FC Union Wixhausen       | 1  | 1920-1921                       |
| SpVgg 02 Griesheim       | 1  | 1925-1926                       |
| FC Unterliederbach       | 1  | 1921-1922                       |
| FV 08 Geisenheim         | 1  | 1921-1922                       |
| FV Viktoria Griesheim    | 1  | 1921-1922                       |
| FC 03 Mombach            | 1  | 1921-1922                       |
| SC 07 Altenkessel        | 1  | 1921-1922                       |
| TuS 1862 Kirn            | 1  | 1921-1922                       |
| SpVgg Elversberg         | 1  | 1921-1922                       |
| FC Merzig                | 1  | 1921-1922                       |
| SV Hansa Dudweiler       | 1  | 1921-1922                       |

1919/20 · 1920/21 · 1921/22 · 1922/23 · 1923/24 · 1924/25 · 1925/26 · 1926/27